# Thinorycter chlamydatus
Thinorycter chlamydatus is een keversoort uit de familie bladsprietkevers (Scarabaeidae). De wetenschappelijke naam van de soort is voor het eerst geldig gepubliceerd in 1925 door Semenov & Reichardt.